# Islamitisch Cultureel Centrum van Madrid
Het Islamitisch Cultureel Centrum van Madrid is een moskee gelegen in de wijk San Pascual in de Spaanse hoofdstad Madrid. In het westen kijkt het uit op de snelweg M-30, vandaar dat het gebouw ook wel de M-30-moskee wordt genoemd. Het vormt momenteel de eerste grote moskee van de hoofdstad, gevolgd door de Centrale Moskee van Madrid, van de islamitische gemeenschap van Madrid.

## Geschiedenis
In 1976 ondertekenden 18 moslimlanden met diplomatieke vertegenwoordiging in Spanje een overeenkomst om een moskee in Madrid te bouwen. Het project bleef echter elf jaar bestaan, totdat koning Fahd van Saoedi-Arabië de bouw financierde door 2 miljard Spaanse peseta's toe te wijzen. Na vijf jaar werken hebben de Saoedische monarch en koning Juan Carlos I van Spanje op 21 september 1992 het gebouw ingehuldigd.
Het koninkrijk Saoedi-Arabië was de administratieve en spirituele gids van het culturele centrum tot 2001, toen de supervisie werd overgedragen aan het Colegio Concertado del este. Momenteel valt de leiding onder de verantwoordelijkheid van sjeik Moneir Mahmud, een soenniet met de Egyptische nationaliteit, die tevens de belangrijkste imam van de moskee is.

## Beschrijving
Het complex van 12.000 vierkante meter verdeeld over 6 verdiepingen beschikt naast een moskee met college, een bibliotheek (gefinancierd met Arabische, Spaanse, Engelse en Franse fondsen), twee tentoonstellingshallen, een museum, een auditorium, een fitnessruimte, het directeurs- en imamverblijf, een restaurant en een cafetaria.
De gevel van het complex is van wit marmer, de interieurs zijn geïnspireerd op die van het Alhambra in Granada.